# Turócliget
Turócliget (1899-ig Háj, szlovákul Háj) község Szlovákiában, a Zsolnai kerületben, a Stubnyafürdői járásban.

## Fekvése
Turócszentmártontól 29 km-re délre, Stubnyafürdőtől 1 km-re keletre fekszik.

## Története
A mai község területén már a hallstatt-korban is éltek emberek. Hamvasztásos temetőjüket és a későbbi időből a puhói kultúra településének nyomait találták itt meg.
A mai települést 1264-ben „Hai” alakban említik először. Magyar neve a szlovák háj (= liget) főnév tükörfordítása. 1277-ben „Gay”, „Goy”, 1281-ben „Gay”, 1340-ben „Gay alias Hay” néven említik, ekkor a birtokot Mocsko comes szerezte meg. 1489-ben „Gay a. n. Hay” megnevezéssel találjuk. A település uradalmi központ, a Háji család birtoka, melyhez még három másik falu tartozott. A birtokos Háji család 1493-ban kihalt. 1496-ban a falu határában halastó volt és később sörfőzde is működött itt. Az uradalom 1532-ben Körmöcbánya város tulajdona lett. A falu bíráját 1544-ben említik; ebben az évben a falu 11 háztartással rendelkezett. 1715-ben 22 volt a háztartások száma. 1785-ben 83 házában 464 lakos élt. 1786-ban „Haj” néven szerepel a korabeli forrásokban.
A 18. század végén Vályi András így ír róla: „HAJ. Tót falu Túrócz Várm. földes Ura Körmöcz Bánya Városa, lakosai lutheránusok, és kevés katolikusok, fekszik Mosótzhoz 1 órányira, mint hogy igen tavas a’ környéke egésségtelen is, van mésznek való köve, határbéli földgye termékeny, és más javai is vagynak.”
1828-ban 92 háza és 637 lakosa volt, akik főként mezőgazdasággal, fuvarozással, kőműves és ácsmunkákkal foglalkoztak. Határában mészkövet bányásztak.
Fényes Elek 1851-ben kiadott geográfiai szótárában így ír a faluról: „Háj, tót falu, Thurócz vmegyében: 124 kath., 513 evang. lak., kath. és evang. paroch. templomokkal. A beszterczebányai és körmöczi országutak itt jőnek öszve. Határja nagy; erdeje szép; legelője, mészégetése van; az urasági tehenészet nevezetes: a Szomolicza patakjában pedig, melly itt malmokat hajt, pisztrángokat halásznak. F. u. Körmöcz városa. Ut. p. Rudno.”
A trianoni diktátumig Turóc vármegye Stubnyafürdői járásához tartozott.

## Népessége
| Év:            | 1994. | 2004.   | 2014.   | 2024.   |
| -------------- | ----- | ------- | ------- | ------- |
| Emberek száma: | 446   | 478     | 457     | 469     |
| Eltérés:       |       | +7,17 % | -4,39 % | +2,62 % |

| Év:            | 2023. | 2024.   |
| -------------- | ----- | ------- |
| Emberek száma: | 464   | 469     |
| Eltérés:       |       | +1,07 % |

1910-ben 588, túlnyomórészt szlovák lakosa volt.
2001-ben 485 lakosából 481 szlovák volt.
2011-ben 464 lakosából 449 szlovák.

## Neves személyek
- Itt született Antoni Dániel evangélikus lelkész.
- Itt született 1736-ban Wernischek János Jakab orvos, botanikus.

## Nevezetességei
- Római katolikus temploma 1454-ben épült, eredetileg gótikus stílusú volt. A 17. század elején, majd 1671-ben és 1720-ban átépítették. Berendezése 17.–18. századi. Egy késő gótikus Madonna szobra a Turócszentmártoni múzeumba került.
- A plébánia épülete 1764-ben épült barokk stílusban.
- Evangélikus temploma 1819 és 1821 között épült barokk-klasszicista stílusban.

## Külső hivatkozások
- E-obce.sk Archiválva 2009. május 14-i dátummal a Wayback Machine-ben
- Községinfó
- Turócliget Szlovákia térképén